# Фонтанная улица (Волжский)
Фонтанная улица — улица в городе Волжский Волгоградской области. Расположена в старой части города.
Здесь был сооружен и введён в действие первый в городе фонтан. Этот уголок отдыха с клумбами и ротондами был излюбленным местом первостроителей.
Популярное место для прогулок. Улица начинается от проспекта Ленина и Дворцовой площади, на другой стороне которой находится вход в парк культуры и отдыха «Гидростроитель». В начале улицы, на пересечении с проспектом Ленина, располагается универмаг и супермаркет «Покупочка». В конце улицы расположен памятник первостроителям города с фонтаном и спуск к реке Ахтуба, городскому пляжу и речной пристани.

## История переименований
В 1967 году улица получила название «50-летия Октября».
В 1994 году, в год празднования 40-летия города Волжского, восстановлено прежнее название улицы, которое было присвоено в 1954 году.

## Достопримечательности
- Городской краеведческий музей

- ЗАГС (Дворец обрядов)
- Мемориал первостроителям города [3]

На улице Фонтанной жил А. И. Баранчиков, строитель Волжской ГЭС, местный поэт. В память о нём на доме, где он жил, установлена мемориальная доска.